# Jag älskar dig, Karlsson!
Jag älskar dig, Karlsson! är en svensk komedifilm från 1947 i regi av John Zacharias och Lau Lauritzen. I huvudrollerna ses Marguerite Viby, Sture Lagerwall och Olof Winnerstrand. En nedklippt version, på 29 minuter, lanserades 1953 under titeln Käcka krabater. 

## Handling
Marie har varit på teater med sin fästman Torsten och på vägen hem stöter hon i trappuppgången på en okänd, mycket berusad man, John Sylvander. Hon ser till att han kommer hem genom att betala en taxibil åt honom.
Dagen efter får hon veta att hennes arbetsplats (där hon också bor), en barnkrubba troligen måste läggas ned. Huset är nämligen tänkt att rivas sedan ägaren dött och lämnat byggnaden i arv till en kvinna vid namn Connie Schmidt. 
Marie söker då upp denne Connie för att försöka ordna upp saken, men det går inte säger Connie, huset är redan sålt. 
Connie som väntar gäster lämnar Marie, men hon stannar kvar en stund och finner återigen John ihopsjunken, och oerhört berusad. Han bjuder henne på drinkar och hon blir kvar. Nästa dag kommer John till Maries arbete för att tala om gårdagskvällen, som han inte minns mycket av. 
Marie berättar då att huset ska rivas och att alla barnen då inte har någonstans att ta vägen om dagarna. John lovar att ta reda på vem köparen av byggnaden är, vilket inte borde vara så svårt, eftersom Connie är hans fästmö. 

## Om filmen
Filmen premiärvisades den 13 september 1947 på biograf Astoria i Stockholm. Filmfotograf var Rudolf Frederiksen.
Filmen spelades in vid ASA-Atelieret i Lyngby i Danmark med exteriörer från bland annat Djurgården, Nybroplan, Strandvägen och Stureplan i Stockholm. 
Som förlaga har man Grete Frisches filmmanus till den danska filmen Jeg elsker en anden i regi av Lau Lauritzen, jr. och Alice O'Fredericks 1946. Filmen har visats på TV3 och vid ett flertal tillfällen i SVT, bland annat 1997, 2003, 2018 och i december 2024.

## Rollista
- Marguerite Viby – Marie Hagberg, sköterska på barnkrubba
- Sture Lagerwall – John Sylvander
- Olof Winnerstrand – Kalle, Johns farbror
- Ib Schønberg – Johansen, Kalles allt-i-allo
- Lillebil Kjellén – Connie Schmidt, Johns fästmö
- Viveca Serlachius – Elsa, Maries arbetskamrat
- Curt Masreliez – Torsten, läkare
- Astrid Bodin – Karin, Maries arbetskamrat
- Linnéa Hillberg – föreståndarinna på barnkrubban
- Solveig Lagström – Tora, Connies väninna
- Jullan Kindahl – Hulda, trotjänarinna hos John
- Lau Lauritzen jun. – Karlsson junior
- Georg Årlin – Karlsson senior, den lille pojken Karlsson juniors far
- Magnus Kesster – taxichaufför
- John Zacharias – arkitekt
- Kaj Hjelm – springpojke
- Ruth Weijden – hembiträde hos Connie
- Barbro Fleege – barnsköterska

## Musik i filmen
- Jeg elsker en anden (Jag älskar dig, Karlsson!), kompositör Sven Gyldmark, dansk text Mogens Dam svensk text John Zacharias, sång Marguerite Viby
- Musik ur den danska filmen Saa mødes vi hos Tove, kompositör Sven Gyldmark, dansk text Mogens Dam, instrumental.
- Nu har Solen tittet frem, kompositör Sven Gyldmark, dansk text Mogens Dam svensk text John Zacharias sång Marguerite Viby
- Sagoland, kompositör Sven Gyldmark, dansk text Mogens Dam svensk text John Zacharias sång Marguerite Viby
- Kungens lilla piga, kompositör och text Anna-Lisa Frykman, sång Marguerite Viby
- Så går vi runt ett enebärssnår, sång Ib Schønberg
- Vi gå över daggstänkta berg, kompositör Edwin Ericson efter en gånglåt från Hälsingland, text Olof Thunman, sång Ib Schønberg